# Bad Wilsnack
Bad Wilsnack település Németországban, azon belül Brandenburgban. Lakosainak száma 2577 fő (2023. december 31.).
A Wilsnack Szent Vérének korábbi zarándokhelyét 1929 óta fürdővárosként (Bad) ismerik.

## Népesség
A település népességének változása:
| Lakosok száma | 2558 | 2576 | 2532 | 2536 | 2588 | 2577 |
|               | 2015 | 2017 | 2019 | 2021 | 2022 | 2023 |